# Johny Hendricks
Johny Harvey Hendricks (født 12. september 1983 i Ada, Oklahoma i USA), er en tidligere amerikansk MMA-udøver som siden 2009 har konkurreret i organisationen Ultimate Fighting Championship (UFC) hvor han mellem marts 2014 til december 2014 var mester i weltervægt.
Han er i Danmark mest kendt for sin kamp mod Martin Kampmann på UFC 154 den 17. november 2012. Han vandt kampen på knockout efter blot 46 sekunder i 1. omgang. Han fik Knockout of the Night-prisen for sin indsats.

## MMMA

### Tidligere karriere
Efter at have vundet sin 4 første MMA-kampe som professionel startede han i 2008 i World Extreme Cagefighting (WEC), hvor han vandt begge sine kampe.

### Ultimate Fighting Championship
Da WEC eliminerende hans vægtklasse måtte Hendricks finde en anden liga at kæmpe i og han skrev kontrakt med Ultimate Fighting Championship (UFC). I maj 2009, blev det offentliggjort at Hendricks skulle have sin UFC-debut mod Ultimate Fighter 7-mesteren Amir Sadollah på UFC 101 i Philadelphia i Pennsylvania den 8. august, 2009. I de første sekunder i 1. omgang blokerede Hendricks et højt hovedspark fra Sadollah og angreb med en uppercut, der slog Sadollah ned på knæene. Hendricks fortsatte med at ramme med slag indtil at dommeren Dan Miragliotta træk ham væk og endte kampen efter 29 sekunder i 1. omgang. Nogle kritiserede Miragliotta for at stoppe kampen for tidligt, da det lignede at Sadollah prøvede at komme på benene, men Miragliotta forsvarede sin standsning og sagde at Sadollah var "out of it" og "still looked glassy eyed and asked me what happened." 
Hendricks mødte UFC-nykommeren Ricardo Funch den 12. december, 2009, på UFC 107. Hendricks vandt kampen via enstemmig afgørelse.
Hendricks mødte TJ Grant den 8. maj, 2010, på UFC 113. Hendricks vandt kampen via en tæt dommerafgørelse og forbedrede sin rekord til 3–0 i UFC.
Han mødte herefter Charlie Brenneman den 7. august, 2010, på UFC 117. Hendricks besejrede ham via TKO i 2. omgang.
Hendricks kæmpede mod Rick Story den 4. december, 2010, ved The Ultimate Fighter 12 Finale. Hendricks tabte kampen via enstemmig afgørelse.

#### Sejrsstime
Hendricks skulle have mødt Paulo Thiago den 3. marts, 2011, på UFC Live: Sanchez vs. Kampmann. Men Thiago måtte melde afbud på grund af en albueskade. I stedet kæmpede Hendricks mod TJ Waldburger den 26. marts i 2011, ved UFC Fight Night 24, hor han erstattede en skadet Dennis Hallman. Hendricks vandt via TKO i 1. omgang og fik Knockout of the Night-prisen.
Hendricks mødte Mike Pierce den 6. august, 2011, på UFC 133. Hendricks vandt via split decision.
Hendricks kæmpede mod den langtidige #2 weltervægter Jon Fitch den 30. december, 2011, på UFC 141. Hendricks blev, der første, der nogensinde havde stoppet Fitch i UFC, hvor han vandt via knockout efter blot 12 sekunder inde i 1. omgang. The performance also earned Knockout of the Night honors.
Hendricks mødte herefter Josh Koscheck den 5. maj, 2012, i en af hovedkampene på UFC on Fox: Diaz vs. Miller. Han vandt via split decision.
Hendricks mødte Martin Kampmann den 17. november, 2012, på UFC 154. Hendricks vandt via KO i 1. omgang, hvilket gjorde at kampen kun varede 46 sekunder. Han blev belønnet med Knockout of the Night-prisen for sin indsats.
Hendricks skulle have mødt Jake Ellenberger den 16. marts, 2013, på UFC 158. Men Hendricks måtte melde afbud til Ellenberger-kampen for et matchup med Carlos Condit til stævnet, da Condits oprindelige modstander, Rory MacDonald, havde trukket sig ud på grund af en skade. Hendricks vandt kampen via enstemmig afgørelse og begge kæmpere fik Fight of the Night-prisen.

## Privatliv
Hendricks og hans kone Christina har fire børn: Abri, Adli, Avin, and Rigg.
Hendricks har været sponsoreret af Reebok siden UFC 167.
Hendricks' fightnavn, 'Big Rigg', kommer fra hans jiu-jitsus-træners kommentar om at Hendricks slår som en Mack truck, da han også har ejet en Ford F350 truck.